# Toshihiro Yamaguchi
Toshihiro Yamaguchi (jap. 山口敏弘 Yamaguchi Toshihiro; ur. 19 listopada 1971 w prefekturze Kumamoto) – japoński piłkarz, reprezentant kraju grający na pozycji napastnika.

## Kariera klubowa
Toshihiro Yamaguchi zawodową karierę piłkarską rozpoczął w 1993 roku w klubie Gamba Osaka. W latach 1996–1997 był zawodnikiem Kyoto Purple Sanga. Ostatnim klubem w jego karierze było Sanfrecce Hiroszima. Z Sanfrecce dotarł do finału Pucharu Cesarza w 1999 roku. Ogółem w J. League rozegrał 158 meczów, w których strzelił 31 bramek.

## Kariera reprezentacyjna
Yamaguchi występował w reprezentacji Japonii w latach 1994-1995. W 1995 roku uczestniczył w drugiej edycji Pucharu Konfederacji. Na turnieju w Arabii Saudyjskiej wystąpił w obu przegranych meczach grupowych z Nigerią i Argentyną, który był jego ostatnim występem w reprezentacji. W sumie w reprezentacji wystąpił w 4 spotkaniach.

## Statystyki
| Reprezentacja Japonii | Reprezentacja Japonii | Reprezentacja Japonii |
| Rok                   | Mecze                 | Gole                  |
| --------------------- | --------------------- | --------------------- |
| 1994                  | 2                     | 0                     |
| 1995                  | 2                     | 0                     |
| Razem                 | 4                     | 0                     |